# Gengzhang (sockenhuvudort i Kina, Tibet Autonomous Region, lat 29,73, long 94,09)
Gengzhang (kinesiska: 更章, 更章门巴民族乡, 更章乡) är en sockenhuvudort i Kina. Den ligger i den autonoma regionen Tibet, i den sydvästra delen av landet, omkring 290 kilometer öster om regionhuvudstaden Lhasa. Antalet invånare är 1 614. Befolkningen består av 789 kvinnor och 825 män. Barn under 15 år utgör 26,0 %, vuxna 15-64 år 68 %, och äldre över 65 år 5,0 %.
Runt Gengzhang är det mycket glesbefolkat, med 5 invånare per kvadratkilometer. Det finns inga andra samhällen i närheten. I omgivningarna runt Gengzhang växer i huvudsak barrskog.
Genomsnittlig årsnederbörd är 1 304 millimeter. Den regnigaste månaden är juni, med i genomsnitt 272 mm nederbörd, och den torraste är januari, med 2 mm nederbörd.